# Le grandi storie della fantascienza 10
Le grandi storie della fantascienza 10 (titolo originale Isaac Asimov Presents the Great SF Stories 10 (1948)) è un'antologia di racconti di fantascienza raccolti e commentati da Isaac Asimov e Martin H. Greenberg. Fa parte della serie Le grandi storie della fantascienza e comprende racconti pubblicati nel 1948.
È stata pubblicata nel 1983 e tradotta in italiano l'anno successivo.

## Racconti
- Adesso non guardare (Don't Look Now), di Henry Kuttner e C. L. Moore
- Camminò intorno ai cavalli (He Walked Around the Horses), di H. Beam Piper
- Lo strano caso di John Kingman (The Strange Case of John Kingman), di Murray Leinster
- Solo una madre (That Only a Mother), di Judith Merril
- Il mostro (The Monster), di A. E. Van Vogt
- I sogni sono sacri (Dreams Are Sacred), di Peter Phillips
- Marte è il Paradiso! (The Third Expedition), di Ray Bradbury
- Thang (Thang), di Martin Gardner
- Progetto Brooklyn (Brooklyn Project), di William Tenn
- Cerchio intorno alla Testarossa (Ring Around the Redhead), di John D. MacDonald
- Pezzo d'epoca (Period Piece), di J. J. Coupling
- Il dormiente (Dormant), di A. E. Van Vogt
- Di nascosto (In Hiding), di Wilmar H. Shiras
- Toc, toc (Knock), di Fredric Brown
- Un bimbo piange (A Child Is Crying), di John D. MacDonald
- Ultimissima edizione (Late Night Final), di Eric Frank Russell

## Edizioni
- Isaac Asimov Presents The Great SF Stories 10 (1948), DAW Books, 1983.
- Le grandi storie della fantascienza 10 (1948), traduzione di Giampaolo Cossato e Sandro Sandrelli, SIAD Edizioni, 1984.
- Le grandi storie della fantascienza 10, traduzione di Giampaolo Cossato e Sandro Sandrelli, Bompiani, 1993, ISBN 88-452-2053-2.
- Le grandi storie della fantascienza 10, traduzione di Giampaolo Cossato e Sandro Sandrelli, RCS Periodici, 2006.